# لويس لونا
لويس لونا (25 يناير 1988 بغواياكيل في الإكوادور - ) (بالإسبانية: Luis Alejandro Luna Quinteros)‏ هو لاعب كرة قدم إكوادوري في مركز الدفاع. لعب مع ليغا دي كيتو ونادي إمبابورا وClub Deportivo Municipal Cañar ‏ ونادي أوكاس وFuerza Amarilla S.C. ‏.

## وصلات خارجية
- لويس لونا على موقع قاعدة بيانات كرة القدم.إي يو (الإنجليزية)
- لويس لونا على موقع Soccerway.com (الإنجليزية)